# Pierre Thierry (cyclisme)
Pour le facteur d'orgues français, voir Pierre Thierry. Pour les articles homonymes, voir Thierry.
Pierre Thierry, né le 31 mai 2003 à Sérent, est un coureur cycliste français.

## Biographie
Chez les juniors (moins de 19 ans), Pierre Thierry se classe notamment deuxième du championnat de France du contre-la-montre juniors et septième de la Ronde des Vallées en 2021.
En 2022 et 2023, il court pour l’équipe Morbihan-Fybolia-GOA, un club amateur. Lors de sa première année avec cette formation, il termine quatrième et meilleur jeune du Kreiz Breizh Elites. Spécialiste du contre-la-montre, il termine troisième du championnat de France amateurs et espoirs de la spécialité, ainsi que du Chrono des Nations espoirs en fin de saison. En 2023, il gagne une étape du Kreiz Breizh Elites et le Grand Prix de Plouay, devançant des coureurs d'équipes continentales UCI. Il est également  deuxième d'étape au Tour de Bretagne et prend la troisième place de Paris-Tours espoirs. Au niveau national, outre diverses courses d'un jour et succès d'étapes, il remporte le classement général de la Boucle de l'Artois, ainsi que de la Route Vendéenne. Aux championnats nationaux, il termine troisième du contre-la-montre espoirs.
Pour la saison 2024, il devient dans un premier temps membre de la nouvelle équipe de développement Arkéa-B&B Hotels afin d'être promu au sein de l'UCI WorldTeam Arkéa-B&B Hotels pour la saison suivante,. Il profite finalement du départ de Kévin Ledanois pour intégrer l'équipe dès le 1er septembre.

## Palmarès
- 2018
  -  Champion de Bretagne sur route cadets
- 2019
  - 3e du championnat de Bretagne du contre-la-montre cadets
- 2020
  - 3e de la Flèche Plédranaise
- 2021
  - 1re étape de La SportBreizh Juniors (contre-la-montre)
  - KBA-Grand Prix Vérandaline :
    - Classement général
    - 2e étape

  - 2e étape de la Penn Ar Bed-Pays d’Iroise (contre-la-montre)
  - 2e du Trophée Sébaco
  - 2e de La SportBreizh Juniors
  - 2e du championnat de France du contre-la-montre juniors
  - 3e du championnat de Bretagne sur route juniors
- 2022
  - 3e étape du Tour de la Manche (contre-la-montre)
  - Tour des Deux-Sèvres :
    - Classement général
    - 5e étape

  - 3e du championnat de France du contre-la-montre amateurs
  - 3e du championnat de France du contre-la-montre espoirs
  - 3e du Chrono des Nations espoirs
- 2023
  -  Champion de Bretagne du contre-la-montre
  - La Melrandaise
  - Flèche de Locminé
  - Boucle de l'Artois :
    - Classement général
    - 2e étape

  - Route Vendéenne :
    - Classement général
    - 3e étape (contre-la-montre par équipes)

  - Grand Prix d'Auray
  - 4e étape du Kreiz Breizh Elites
  - 2e étape du Tour du Piémont pyrénéen (contre-la-montre)
  - Grand Prix de Plouay
  - Paris-Connerré
  - 2e de la Route bretonne
  - 2e des Boucles guégonnaises
  - 2e du Circuit du Mené
  - 2e du Grand Prix de Fougères
  - 2e du Tour de Belle-Île-en-Mer
  - 3e du Circuit du Morbihan
  - 3e du championnat de France du contre-la-montre espoirs
  - 3e de Paris-Tours espoirs

## Classements mondiaux
| Année                                 | 2022 | 2023 | 2024  |
| ------------------------------------- | ---- | ---- | ----- |
| Classement mondial                    | 898e | 634e | 1638e |
| UCI Europe Tour                       | 659e | nc   | nc    |
|                                       |      |      |       |
| Légende : nc = non classéSource : UCI |      |      |       |

## Distinctions
- Vélo d'or français espoir en 2023